# ورقة التوت (فلم)
ورقة التوت (بالفرنسية: Le Jeu) هو فيلم دراما وكوميديا فرنسي من إخراج فريد كافاي سنة 2018.
الفيلم مقتبس (Remake) من الفيلم الإيطالي غرباء بالكامل للمخرج باولو جينوفيز سنة 2016.

## القصة
لإضفاء الإثارة على حفل عشاء، توافق مجموعة من الأصدقاء القدامى على مشاركة كلّ رسالة خاصّة ترد إلى هواتفهم، مما يكشف العديد من الأسرار.

## روابط خارجية
- مقالات تستعمل روابط فنية بلا صلة مع ويكي بيانات